# Tour de Flandes 1936
El Tour de Flandes 1936 es la 20.ª edición del Tour de Flandes. La carrera se disputó el 5 de abril de 1936, con inicio en Gante y final en Wetteren después de un recorrido de 250 kilómetros. 
El vencedor final fue el belga Louis Hardiquest, que se impuso al esprint a sus tres compañeros de fuga en Wetteren. Los también belgas Edgard De Caluwé y François Neuville fueron segundo y tercero respectivamente.

## Clasificación final
|    | Ciclista              | Equipo                      | Tiempo     |
| -- | --------------------- | --------------------------- | ---------- |
| 1  | Louis Hardiquest      | De Dion Bouton              | 7h 30' 00" |
| 2  | Edgard De Caluwé      | Dilecta-Wolber              | m. t.      |
| 3  | François Neuville     | Helyett-Hutchinson          | m. t.      |
| 4  | Cyriel van Overberghe | Mercier-Hutchinson-Leducq   | m. t.      |
| 5  | Albert Hendrickx      | Alcyon-Dunlop               | m. t.      |
| 6  | Leopold Vandenbossche | Dilecta-Wolber              | m. t.      |
| 7  | Petrus van Teemsche   | Genial Lucifer - Hutchinson | m. t.      |
| 8  | Romain Gijssels       | Dilecta-Wolber              | m. t.      |
| 9  | Jean Wauters          | Helyett-Hutchinson          | m. t.      |
| 10 | Michel d'Hooghe       | Van Hauwaert                | m. t.      |